# Бжезьник (Нижньосілезьке воєводство)
Бжезьник (пол. Brzeźnik, нім. Birkenbrück) — село в Польщі, у гміні Болеславець Болеславецького повіту Нижньосілезького воєводства.
Населення — 830 осіб (2011).
У 1975-1998 роках село належало до Єленьоґурського воєводства.

## Демографія
Демографічна структура станом на 31 березня 2011 року:
|          | Загалом | Допрацездатний вік | Працездатний вік | Постпрацездатний вік |
| -------- | ------- | ------------------ | ---------------- | -------------------- |
| Чоловіки | 426     | 88                 | 310              | 28                   |
| Жінки    | 404     | 87                 | 261              | 56                   |
| Разом    | 830     | 175                | 571              | 84                   |